# Joaquín de Eleta
Joaquín de Eleta y la Piedra (El Burgo de Osma, province de Soria, 1707 – Aranjuez, 1788) était un moine franciscain, confesseur de Charles III de 1761 à 1788, et évêque d’Osma de 1787 à 1788.
Tôt entré dans les ordres, il étudia la philosophie et la théologie, puis enseigna ces matières à Almagro et à Cuenca. En 1761, le roi Charles III, monté sur le trône deux ans auparavant et désireux d’écarter de son entourage les jésuites (susceptibles d’entraver sa politique de monarque éclairé) au profit de moines conventuels, le choisit pour son confesseur.

## Biographie
Joaquín de Eleta eut pour parents Martín de Eleta, originaire de Pampelune, chirurgien titulaire de la municipalité épiscopale d’El Burgo de Osma, et María la Piedra Cabezudo, originaire de Berlanga de Duero, dans la province de Soria.
Eleta entreprit des études de latin et de philosophie à l’université Sainte-Catherine d’El Burgo de Osma, puis, peu de temps après, à l’âge de seulement dix-sept ans, entra au couvent Saint-Ange (convento de Santo Ángel) d’Alcalá de Henares, où il revêtit l’habit franciscain le 29 octobre 1724. Quatre ans plus tard, il achevait ses études de philosophie au couvent San Bernardino de Madrid et, dans la foulée, suivit les cours de théologie au couvent San Buenaventura d’Ocaña, dans la province de Tolède. En 1731, il occupa un poste de maître en théologie à Almagro, dans la province de Ciudad Real, et exerça de 1732 à 1741 comme enseignant en philosophie à Cuenca, où il se consacra alternativement à l’enseignement et à la prédication. De 1741 à 1744, il revint à Almagro pour y enseigner la théologie, puis retourna dans le couvent San Bernardino de Madrid.
En 1753, le frère José Bolaños, confesseur de Charles III (fils aîné de Philippe V et d’Élisabeth Farnèse, et pour lors encore roi de Naples), adressa une lettre au frère provincial Juan de Consuegra, pour le solliciter de lui envoyer un religieux instruit et prudent, apte à l’aider et à lui succéder comme confesseur du roi, eu égard aux soucis de santé que lui causait son âge avancé. Le frère provincial désigna Joaquín de Eleta, qui, cornaqué par Bolaños, se rendit en Italie en 1753, séjourna une année à Florence et y apprit l’italien, dans le même temps que le père ministre général de l’Ordre le nommait commissaire général de la province de Saint-Pierre d'Alcantara de Naples. En 1759, Charles III regagna Madrid pour succéder à son frère Ferdinand VI, décédé sans succession, sur le trône d’Espagne. Le confesseur Bolaños et son assistant Eleta accompagnèrent le nouveau roi d’Espagne à Madrid, et à la mort de Bolaños en 1761, le roi choisit Joaquín de Eleta pour son confesseur.
Le choix des franciscains Bolaños et Eleta à la fonction de confesseur du roi s’inscrit dans le dessein de Charles III d’évincer de cette fonction les influents jésuites, en réaction à l’action discutable du père Francisco de Rávago y Noriega, confesseur de Ferdinand VI, et avec l’accord et l’appui des ministres Carvajal et Ensenada. Charles III ne cachait pas ses préférences pour un confesseur plus flexible sur la question du régalisme et sur le chapitre de l’idéologie réformatrice et éclairée propre aux Lumières, aspects difficilement conciliables avec le jésuitisme de l’époque.
Charles III et son confesseur Eleta s’accordaient sur l’opportunité de choisir des évêques parmi les ecclésiastiques de formation traditionnelle et sur l’épineux sujet de l’expulsion des jésuites (survenue en 1767) et de la suppression de la Compagnie de Jésus (accomplie en 1773). L’affrontement entre Lumières et Compagnie de Jésus atteignit un point culminant avec la procédure de béatification de Juan de Palafox y Mendoza, lors de laquelle Charles III, influencé en cela par Eleta, s’érigea en grand mécène de la sacristie et chapelle de Palafox dans la cathédrale d'El Burgo de Osma et en le principal promoteur de la cause de ladite béatification.
L’affinité idéologique en matière religieuse entre Eleta et le roi contrastait avec le traitement infériorisant qu’avaient coutume de réserver au confesseur royal plusieurs des ministres et ambassadeurs les plus éminents du règne, tels que le marquis de Tanucci, le comte de Floridablanca, Manuel de Roda et l’ambassadeur José Nicolás de Azara — dissonances qui avaient leur origine dans des mentalités et cultures opposées, en particulier le haut niveau culturel des ministres adeptes des Lumières face à la formation conventuelle traditionnelle d’Eleta.
À l’âge de 80 ans, Eleta fut nommé évêque d’Osma, son diocèse natal, et prit ses fonctions le 31 mars 1787. En vertu d’un privilège pontifical, il fut exempté de l’obligation de « résidence épiscopale canonique » et put donc continuer à résider habituellement à Madrid. Il fit construire à Osma l’actuel séminaire diocésain d’après les plans de l’architecte Juan de Villanueva et agrandir l’hôpital Saint-Augustin, et s’employa à réglementer le système des bénéfices du clergé. Il s’éteignit dans le palais royal d'Aranjuez le 4 décembre 1788.

## Source
- (es) Teófilo Portillo Capilla, « Joaquín Domingo de Eleta la Piedra (dans Diccionario Biográfico Español) », Madrid, Real Academia de la Historia, 2018 (consulté le 4 février 2020)

- Ressource relative à la religion :   - Catholic Hierarchy
- Notices dans des dictionnaires ou encyclopédies généralistes :   - Diccionario Biográfico Español
  - Gran Enciclopèdia Catalana
- Notices d'autorité :   - VIAF
  - Espagne